# Personnages de NCIS : Los Angeles
Cette page présente les personnages de la série NCIS : Los Angeles.
G. Callen est le chef d'une MCRT (Major Case Response Team, Équipe d'intervention des cas majeurs) au sein de l'OPS (Office des projets spéciaux) basé à Los Angeles, appartenant au NCIS. Il a actuellement sous ses ordres les agents Sam Hanna (ex-SEAL) et 
Kensi Blye, ainsi que le lieutenant Marty Deeks (officier de liaison de la police de Los Angeles).
Henrietta « Hetty » Lange est à la tête de cette division. Eric Beale, technicien informatique, et Nell Jones, analyste, soutiennent l'équipe d'investigation depuis le centre d'opération.
Tous sont sous les ordres de Leon Vance, le directeur du NCIS.

## Personnages principaux
Classés par présence dans les épisodes de la série (Plus de 50 épisodes).

### G. Callen
Interprété par Chris O'Donnell (VF : Jean-Philippe Puymartin)
C'est le chef de l'équipe. Callen est un caméléon, un homme né pour travailler sous couverture. Il est capable d'endosser une personnalité en deux minutes, de se fondre dans la foule sans se faire remarquer, ou au contraire, d'attirer l'attention sur lui. Il ne connaît pas ses parents et ne connaît que l'initiale de son prénom jusqu'à la saison 7, où il découvre qu'il s'appelle Grisha Alexandrovich Nikolaev Callen, mais continue de se faire appeler G.

### Kensi Blye
Interprétée par Daniela Ruah (VF : Laëtitia Lefebvre)
Spécialiste de l'infiltration, elle a également de bonnes notions en arts martiaux. Elle parle plusieurs langues latines (espagnol, portugais et français) et sait lire sur les lèvres.

### Eric Beale
Interprété par Barrett Foa (VF : Olivier Jankovic)
C'est l'opérateur technique et analyste du renseignement du NCIS à Los Angeles.
Il est le principal lien entre les agents sur le terrain et le bureau de l'OPS, il est souvent amené à intervenir sur les caméras de circulation et le piratage de réseaux et des satellites afin d'obtenir le maximum d'informations nécessaires aux enquêtes.
Il est le pendant d'Abigail Sciuto à Washington, qu'il connaît bien et qu'il apprécie beaucoup. Il est secondé par Nell Jones à partir de la deuxième saison. Leur collaboration est conflictuelle au départ, du fait qu'elle est nouvelle et a des habitudes qu'il trouve agaçantes (elle coupe la parole et termine les phrases). Mais l'atmosphère entre eux se réchauffe petit à petit, Hetty leur fait même remarquer qu'ils sont beaucoup plus efficaces s'ils travaillent ensemble plutôt que séparément.
Il s'habille comme un surfeur (bermudas, chemises hawaïennes, tongs...), ce qui lui vaut souvent les réprimandes d'Hetty, ainsi que les railleries de ses collègues. Son humour est aussi très mal apprécié de ses collègues, notamment Callen et Sam, qui réagissent plus ou moins mal à ses remarques.  En plus de l'anglais, Eric maîtrise et parle même couramment l'italien.
Il n'aime pas être sur le terrain et préfère largement rester sur son fauteuil au bureau où il se sent beaucoup plus efficace. Au fil des saisons être sur le terrain ne le dérange plus à ce point, il possède même une arme et tire dans la saison 8 : il prend confiance en lui.

### Henrietta «Hetty» Lange
Interprétée par Linda Hunt (VF : Marie-Martine)
Affectueusement appelée « Hetty » par ses subordonnés, Henrietta Lange est la Responsable des Opérations au NCIS de Los Angeles.  Malgré sa petite taille, elle impressionne les autres personnages en raison de son passé surprenant, dont elle distille quelques informations par-ci par-là. Elle a eu notamment de nombreuses rencontres/liaisons avec des grands d'Hollywood tels que George Hamilton ou Frank Sinatra. Elle passe son temps à boire des thés du monde entier dans de très beaux services à thé. C'est une inconditionnelle de cette boisson, à un point tel que dans l'épisode Chasseur de Primes (S02E08), elle a approuvé une mission en Afghanistan pour Callen et Sam afin qu'ils rapportent des feuilles de thé.
Outre le fait qu'elle soit fan de Lady Gaga, les plus grands fans du personnage savent tous qu'elle est également fan du film Mort sur le Nil : elle possède une copie conforme du stylo utilisé par Bette Davis dans le film.
Professionnellement, elle a eu le malheur de perdre un membre d'une équipe d'investigation dans le passé (l'agent Sullivan, cf Subterfuge/Camp retranché (S01E08)) et elle s'est promis que cela ne se reproduirait pas. Elle peut donc se montrer très protectrice lorsque l'un ou plusieurs de ses agents souhaitent prendre de gros risques lors d'une enquête. Cependant, elle sait reconnaître la valeur de chacun. Elle est aussi très redoutée, à tel point qu'elle peut être vue comme une légende urbaine par les personnes qui ont entendu parler d'elle. Elle dispose en effet d'une source de renseignements considérables sur à peu près toutes les personnes du NCIS, principalement sur les membres de son équipe (mise à part l'éventuelle famille de Marty Deeks), et si elle ne possède pas de renseignements sur une personne, elle n'hésite pas à demander à Eric de s'en procurer. En outre, on apprend dans la première saison que plusieurs personnalités politiques lui doivent des faveurs diplomatiques. 
Il s'agit d'une femme très pondérée, qui s'énerve rarement et fait preuve d'un remarquable sang froid. Elle pratique le kendo ainsi que d'autres arts martiaux (dans un épisode on la voit ravie d'avoir acquis une lance de Kung-Fu et de préciser le nombre d'armes utilisés par cet art martial), et elle pratique aussi l'escalade. Elle sait aussi toujours où se trouvent les membres de son équipe et arrive à anticiper leur réaction. Ses connaissances et son esprit d'anticipation font d'elle une excellente tacticienne et manipulatrice qui arrive toujours à obtenir ce qu'elle veut. Elle se comporte souvent comme une sibylle, parlant sous forme de proverbes, citant un auteur ou sous-entendant ses propos. Sous une apparence rigide, Hetty se révèle être joviale, voire comique mais surtout très attachante.

### Sam Hanna
Interprété par LL Cool J (VF : Sydney Kotto)
Il est le partenaire de Callen sur le terrain. C'est un ancien membre des Navy SEALs, avec lesquels il a participé à des opérations en Irak et en Afghanistan. Il a été blessé lors de l'une de ces opérations, puis il a intégré le NCIS. Il parle couramment l'arabe. Il est spécialiste de l'infiltration en milieu islamiste.

### Marty Deeks
Interprété par Eric Christian Olsen (VF : Axel Kiener)
Lieutenant de la police de Los Angeles spécialisé dans l'infiltration, Marty Deeks est introduit dans l'épisode La manière forte (S1E19) de la première saison. Il intègre l'équipe principale au début de la deuxième saison, et devient le partenaire de Kensi Blye.

### Penelope «Nell» Jones
Interprétée par Renée Felice Smith (VF : Jessica Barrier)
C'est la partenaire d'Eric Beale. Bien que récemment diplômée, elle se montre très utile aux autres. Elle avait avec Eric une relation antagoniste au début du fait qu'elle prenne en charge certaines de ses fonctions. Alors que leur relation de travail a progressé, il semble que des sentiments plus forts s'installent entre eux. Leur relation s'est améliorée au fur à et à mesure des épisodes. On apprend dans l'épisode 20 de la troisième saison qu'elle serait amoureuse d'Eric. Dans les saisons quatre et cinq, leur relation semble inchangée, plus rapprochée et on sent que l'amitié change vers l'amour. Dans l'épisode 23 de la cinquième saison, ils s'avouent leurs sentiment l'un à l'autre grâce à des Post-it à cause d'une bombe qui a explosé en centre-ville, ce qui fait réagir Eric ; leurs sentiments sont mis sur le tapis. Ils semblent qu'ils partagent les mêmes sentiments l'un envers l'autre. En plus de l'anglais, Nell maîtrise l'espagnol. 
Elle a déjà participé à plusieurs enquêtes sur le terrain. À la différence d'Eric, elle semble apprécier cette facette de son travail.
Quelques épisodes mettent particulièrement Nell sur le devant de la scène, car elle va de plus en plus sur le terrain, puisqu'elle souhaite devenir agent.       
La relation particulière entre Hetty et Nell prendra un relief particulier au cours de la saison 6. En dehors du fait que Nell va se mettre en danger, notamment dans l'épisode 3 où elle tire sur une personne pour la première fois, et dans l'épisode 4 où elle vient à la rescousse de sa patronne.

### Owen Granger
C'est le directeur adjoint du NCIS, il apparait depuis la saison 3. Au début, il ne s'entendait pas très bien avec Hetty à cause de leurs relations passées et il était plutôt méfiant vis-à-vis des autres agents de l'OPS, mais au fil des saisons, une relation de confiance s'installe. Il a déjà effectué des missions sur le terrain avec plusieurs agents de l'OPS.

## Personnages secondaires
Classés par ordre alphabétique (50 à 7 épisodes).

### Nate «Doc» Getz
Interprété par Peter Cambor (VF : Alexandre Gillet)
C'est le psychologue opérationnel de l'équipe. Il en est un membre à part entière pendant la première saison, mais il souhaite prendre de l'expérience en tant qu'agent de terrain et durant la deuxième saison, il part donc en infiltration au Moyen-Orient pour enquêter sur un groupe islamiste basé au Yémen.
Il partage une attraction mutuelle avec le médecin légiste Rose Schwartz, mais son départ en mission a mis un frein à leur relation.
Son rôle était très important dans l'équipe, dans la mesure où il profilait les suspects, préparait psychologiquement les membres de l'équipe avant une mission, et savait trouver les mots pour réconforter chacun d'entre eux lorsqu'ils étaient au plus mal, notamment lors du décès de l'agent Dominic Vail.
À l'instar d'Eric Beale, son sens de l'humour est également jugé d'un goût douteux par ses camarades.
Après sa mission au Yémen, Nate reste au Moyen-Orient sous les ordres d'Hetty, avant de réapparaître dans l'épisode Intérêts communs (S03E20), où l'on apprend qu'il est désormais membre de l'unité anti-terrorisme intérieure du FBI.

### Lauren Hunter
Interprétée par Claire Forlani
C'est la remplaçante d'Hetty au poste de Responsable des Opérations, à la suite du départ à la retraite de cette dernière en toute fin de saison 2. Alors qu'Hetty part en mission en Pologne et en Roumanie en début de saison 3, Lauren Hunter est le seul agent officiel en mission sur le terrain, Callen, Sam et Kensi ayant démissionné.
À leur retour à Los Angeles, Hetty ayant été blessée, c'est Lauren Hunter qui garde la tête des opérations de l'OPS. Elle profite d'une enquête pour se créer une nouvelle identité et partir en mission sous couverture en Europe.
Elle réapparaît en fin de saison 3, mais elle est assassinée sous les yeux de Callen et son équipe par le Caméléon. Hetty avouera à Callen que Lauren Hunter aussi a été recueilli dans un orphelinat.

### Arkady Kolcheck
Arkady est celui qui se rapproche le plus du père de Callen. Il renseigne parfois les membres de l'équipe et a une fille nommée Anastiasia Kolcheck 

### Vostanik Sabatino
C'est un agent de la CIA

### Dominic Vail
Interprété par Adam Jamal Craig (VF : Nessym Guetat)
Surnommé « Dom », c'est une nouvelle recrue dans l'équipe ; il était le coéquipier de Kensi Blye. Fraîchement diplômé du MIT, il venait souvent en aide à Eric Beale grâce à ses compétences en informatique et électronique.
Dominic est enlevé au tout début de l'épisode Porté disparu (S01E13), et l'équipe échoue à retrouver sa trace dans l'épisode. Il est donc absent des épisodes suivants, mais reste en « fil rouge ». Il est retrouvé dans l'épisode Il faut sauver Dom (S01E21), il est révélé qu'il avait été capturé par des ravisseurs professionnels embauchés par des militants islamistes et pris en otage pour faciliter un échange de prisonniers. Lors de son évasion, il s'interpose entre Sam et un tireur. Il meurt sous les yeux de Sam.